# بديدة بامسعدي (الضليعة)
'

تعديل مصدري - تعديل

بديدة بامسعدي هي إحدى قرى عزلة الضليعة بمديرية الضليعة التابعة لمحافظة حضرموت، بلغ تعداد سكانها 23 نسمة حسب تعداد اليمن لعام 2004.